# Château de Barrault
Pour les articles homonymes, voir Barrault.
Le château de Barrault est un château situé à Cursan, en Gironde.

## Historique
Le château est à l'origine une petite forteresse datant de 1336. Il est agrandi au début du XVe siècle.
Le comte de Fumel le fit restaurer au du XIXe siècle.
La famille Blanchy en fut propriétaire durant XIXe siècle.